# Odwrotka (rolnictwo)
Odwrotka – rodzaj orki uzupełniającej służącej zwykle do przykrycia obornika lub nawozów potasowo-fosforowych stosowana między podorywką a zięblą (orką przedzimową). Wykonywana na średnią głębokość, głębiej niż podorywka, lecz płycej niż orka siewna, na glebach lekkich głębiej, na ciężkich płycej (zwykle 15 - 20 cm).